# Дугинка
Дугинка — посёлок в Бобровском районе Воронежской области России.
Посёлок входит в состав городского поселения Бобров. В 2007 году в Дугинке население было 71 человек

## География
Дугинка расположена на левом берегу реки Битюг, в посёлке есть одна улица — Заречная.

## Население
| 2000 | 2002 | 2005 | 2010 |
| ---- | ---- | ---- | ---- |
| 98   | ↘84  | →84  | ↘64  |

## История
Посёлок появившийся в 1730 году, получил название от владельца земли — писаря Бобровской приказной избы Тараса Дугина. В конце XVIII века владельцем Дугинки стал Алексей Орлов-Чесменский. В 1895 году через Дугинку прошла вновь построенная железная дорога. С 1960 года после упразднения Чукановского сельсовета, куда входила Дугинка, посёлок стал подчинён Бобровскому горсовету.